# Centrale nucleare di Fuqing
La centrale nucleare di Fuqing è una centrale nucleare cinese situata presso la città di Fuqing, nella provincia del Fujian. La centrale sarà composta alla fine da 4 reattori CNP1000 ed altri 2 del modello Hualong 1 da 1000 MW ognuno.